# Mandarine and Cow
 (juin 2023).
Si vous disposez d'ouvrages ou d'articles de référence ou si vous connaissez des sites web de qualité traitant du thème abordé ici, merci de compléter l'article en donnant les références utiles à sa vérifiabilité et en les liant à la section « Notes et références ».
Mandarine & Cow est une série télévisée d'animation française en 78 épisodes de 7 minutes, tirée de la série de bande-dessinée de Jacques Azam, produite par le studio Normaal et diffusée entre le 8 juillet 2007 et 2012 sur France 3.
Depuis le 2 septembre 2012 est diffusé la saison 2 sur France 3 dans l'émission Ludo, et dispose d'un nouveau générique. Cette saison est produite entre 2010 et 2011, et est composée de 78 épisodes.

## Synopsis
Mandarine & Cow met en scène une famille qui n'a vraiment rien de commun : en effet, les Mandarine hébergent une vache de compagnie, une belle Charolaise, douée de parole et accro au jus d'orange. Le quotidien n'est jamais ennuyeux dans cette famille avec une mère, inventrice d'objets loufoques, qui rêve de Prix Nobel et transforme quotidiennement la maison en laboratoire d'expérimentation, et un père qui brille surtout par son absence mais toujours présent par téléphone. Lulu, la sœur, est une véritable hystérique qui trouve que tout « est nul » tandis que Chico est, sans aucun doute, le seul membre à peu près normal de cette famille où l'harmonie est souvent difficile à trouver. Sa phrase fétiche est « Mon pote ».

## Fiche technique
- Production : Normaal
- Producteur : Alexis Lavillat
- Scénariste : Jean-Luc Fromental, Jacques Azam, Marie De Banville, Alexis Lavillat, Marion Montaigne
- Réalisateur : Alexis Lavillat, Pierre Volto
- Musique : Laurent Bauer
- Directeur d'animation : David Cez
- Directeur de production : Antonia Martineau
- Directeur Layout : Dao Nguyen
- Casting : Babette Vimenet
- Chef Compositing: Virginie Paternostre
- Supervision Compositing: Jonathan Nardi

## Distribution
- Évelyne Grandjean : Sandra - Maman
- Bernard Alane : Cow
- Nathalie Homs : Chico et Lulu
- Vincent Violette : Gary - Papa
- Laurent Pasquier : Dominique

## Épisodes

### Première saison (2007-2008)
1. La Vache qui meuh !
2. À l'eau, à l'eau !
3. Fort boyaux
4. Cow-médie musicale
5. L'Invincible code
6. Alerte Rougeole
7. Grosse Clonerie
8. Renne d'un jour
9. Mandarine & Cro
10. Kara pas ok !
11. Zoolywood
12. Tout nouveau tout bio
13. Chambre avec vache
14. La Fête à meuh-meuh
15. Y'a du boulot !
16. Mandarine & Coach
17. Paris By Vache
18. Bob les Tongs
19. Pizz'Attack
20. Dallas
21. Six pieds sur terre
22. Presque invisible
23. Blues de vache
24. Mandarine escrocs
25. Pas le temps de buller
26. Bonne conduite
27. Présage de glace
28. Trop carton !
29. On la refait !
30. Heidi
31. Le Silence des bovins
32. Pause
33. Série bébé
34. Supplément éléphant
35. Histoire de flou
36. Étape à tatons
37. La Planète des Vaches
38. Frankenvache
39. One Vache Show
40. Du poil de la bête
41. Rita la Rouge
42. Cow & Mandarine
43. 100m vache libre
44. Roulez jeunesse
45. Mirabelle de Mandarine
46. Flic Flac Floc
47. Foot 2 balle
48. Un bon coup d'jus
49. Chico-garou
50. Orange, ô désespoir
51. Deux mariages, un verre à dents
52. Miss Ampli
53. Cro c'est Cro !
54. Peaux de vache
55. Tocs en stock
56. C'est du propre
57. Attention !
58. Blog-Party
59. Pierrot le Pou
60. La Boss des maths
61. Souris d'enfer
62. Mort aux vaches
63. Comme la Lune
64. Sans issue
65. Que du bonus
66. Comme un blanc ?
67. Love à faire
68. Gold Singer
69. En pleine campagne
70. Rebelle est la bête
71. 3 minutes 51 secondes chrono
72. C'est un début
73. Sur la paille
74. Ça balance
75. Mix Nobel
76. Trop nuls & Cow
77. Meuh-me pas vrai !
78. Coup de théâtre

### Deuxième saison (2010-2012)
1. Ma mère vue du ciel
2. Vache à lait
3. Apocalypse Cow
4. Toilettes zones
5. Bocal héros
6. La vache est le prisonnier
7. Meuh compte triple
8. La Cage aux phoques
9. Plafond des vaches
10. Votez vache
11. Robocow
12. Tous en selle
13. La Rentrée des vaches
14. C'est l'enfer
15. Père de corne
16. Les Expépères
17. De mal en pis
18. Ibiza-les-Oies
19. Guerre Noël
20. El Barbak
21. Poupée barbante
22. Sans défense
23. Paradis spatial
24. Cow Star
25. Le Jour le plus blond
26. Un père et manque
27. Un jour sans père
28. Baby bouse
29. Vache Is Beautiful
30. Copie colle
31. Yes, We Scan
32. Petite mais musquée
33. Opération corned vache
34. Mandarine & Toons
35. Achevatar
36. Rêve Party
37. 37 meuh le matin
38. À demi-meuh
39. Omar à bout
40. Nobel de jour
41. Retraite des vaches
42. Mon père ce taureau
43. Bas âge à niveau
44. Vache 1 - Haine 1
45. Lady Pis
46. Expo de vache
47. Coté en bourse
48. Rock Around the Vioque
49. Les Gros Sabots
50. MDR & Cow
51. Vache à l'âme
52. Shakespeare & Cow
53. Amor vache
54. La Mémoire dans la cow
55. Ma vache s'appelle reviens
56. Objectif lune
57. Ghost in the Vieille
58. Groupie de vache
59. Cow-loc
60. La Ruée vers l'orange
61. Vacheman
62. Mauvaise mine
63. La vérité si je meuh
64. La Voix lactée
65. Top Nobel
66. Jus d'orange mécanique
67. Vache-L-M
68. Aux grands meuh les grands remèdes
69. Goujat poney
70. Les Meuh pour le dire
71. Silence et dors
72. Personne ne bouse
73. Partis en fumier
74. Plus qu'imparfait
75. Vache and Furious
76. Prise de test
77. Vache ou crève
78. Un dernier pour la route